# داینا شریدن
 داینا شریدن (انگلیسی: Dinah Sheridan؛ ۱۷ سپتامبر ۱۹۲۰ – ۲۵ نوامبر ۲۰۱۲) یک هنرپیشه اهل بریتانیا بود. از فیلم‌های وی می‌توان به دیوار صوتی اشاره نمود.